# Guido Guidi (disegnatore)
Guido Guidi (...) è un disegnatore e illustratore italiano, conosciuto principalmente per i suoi lavori come disegnatore ed illustratore dei media legati ai Transformers.

## Carriera
Fan di lunga data dei Transformers, Guidi è stato assunto dalla Dreamwave Productions come disegnatore per la loro linea di fumetti legata alla serie Transformers: Armada, disegnando i numeri dall'8 al 13 e l'ultimo albo, il numero 18. Dopo il cambio di nome della serie (divenuta Transformers: Energon, seguendo la continuity dei tre cartoni animati fusi in un'unica serie) ha disegnato i primi due albi (numerati 19 e 20) e l'albo numero 22.
Per la Dreamwave Productions ha illustrato anche le guide More Than Meets the Eye relative all'universo narrativo G1 e Armada. Quando nel 2005 la casa editrice è fallita era previsto un suo impiego anche nella serie di fumetti relativa all'universo narrativo G1, in sostituzione di Don Figueroa.
Con altri disegnatori Dreamwave, come Don Figueroa e James Raiz, Guidi è poi passato alla IDW Publishing, che nel 2005 aveva acquisito i diritti per realizzare serie di fumetti sui Transformers. Dopo aver realizzato alcune copertine alternative per la serie G1 (The Transformers: Infiltration), nel 2006 è stato il disegnatore della miniserie steampunk in quattro albi The Transformers: Evolutions - Hearts of Steel.
Successivamente ha anche lavorato agli spin-off della serie G1 Spotlight Galvatron e Spotlight Mirage e per i prodotti legati alla serie Beast Wars e a diversi albi della serie All Hail Megatron.
Nel giugno 2009 è stato annunciato che illustrerà alcune strisce a fumetti per la pubblicazione originale giapponese Transformers Generation 2009 (Million Publishing), su testi di Simon Furman.
Oltre a questo ha illustrato il packaging di diversi giocattoli per la Hasbro, sempre relativi alla linea Transformers, e la copertina della riedizione in DVD di Transformers Headmasters.

## Opere

### Dreamwave Productions
- Transformers: Armada albi 8, 9, 10, 11, 12, 13 e 18
- Transformers: Energon albi 19, 20 e 22

### Devil's Due publishing
- G.I. Joe vs. the Transformers II, albo 3

### IDW
- Transformers: Evolutions - Hearts of Steel, albi 1, 2, 3 e 4
- Transformers: Spotlight albo Galvatron e Mirage
- Transformers Beast Wars: The Ascending, albo 4

### Titan Magazines
- Transformers Comic, albo 5

### Dorling Kindersley publishing
- Transformers: The Ultimate Guide (alcune illustrazioni interne)